# Flora del Madagascar
Come la fauna, anche la flora del Madagascar è caratterizzata da un alto grado di endemismo e differisce in modo notevole da quella continentale africana, conseguenza dell'isolamento dell'isola, staccatasi dal supercontinente Gondwana circa 140 milioni di anni fa.

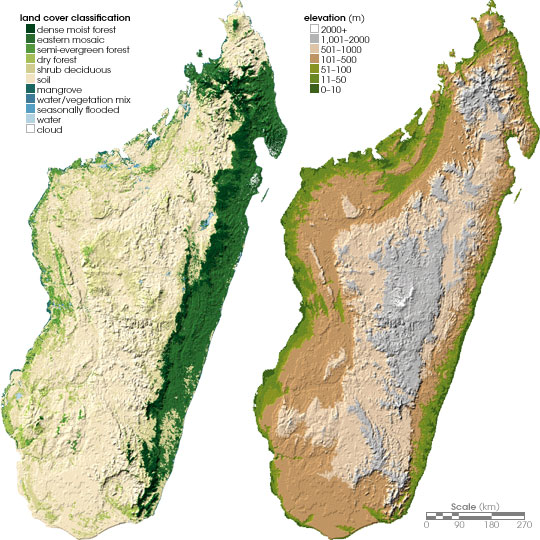
Ecoregioni del Madagascar (Land cover, NASA, 2004)

## Habitat
Si distinguono quattro differenti macro-aree geografico-climatiche, ognuna con la sua vegetazione caratteristica.
- Foresta pluviale lungo la costa orientale
- Foresta decidua secca e prateria negli altopiani centrali
- Savana in gran parte delle pianure occidentali
- Foresta spinosa e deserto a sud-ovest

## Angiosperme
Cinque famiglie di angiosperme sono endemiche del Madagascar: Asteropeiaceae, Barbeuiaceae, Physenaceae, Sarcolaenaceae e Sphaerosepalaceae. Le Didiereaceae, un tempo ritenute endemiche, includono attualmente anche alcuni generi presenti nell'Africa continentale.
Tra le famiglie che esprimono la maggiore biodiversità vi sono le Orchidaceae, le Rubiaceae e le Fabaceae.

### Palme
Si contano in Madagascar circa 170 specie di palme, più del triplo di quelle presenti sul continente. Le palme svolgono un ruolo fondamentale nella vita tradizionale dei popoli malgasci, che ne traggono cibo (per esempio nel caso della palma da cocco) e materiale per la costruzione di abitazioni, ceste, contenitori, tappeti, nasse per la pesca e via dicendo. Alcuni generi di palme (p.es. Beccariophoenix, Bismarckia, Lemurophoenix, Marojejya, Masoala, Satranala, Voanioala), sono endemici del Madagascar. Fra le specie più diffuse si può citare la palma rafia (Raphia farinifera).

### Baobab

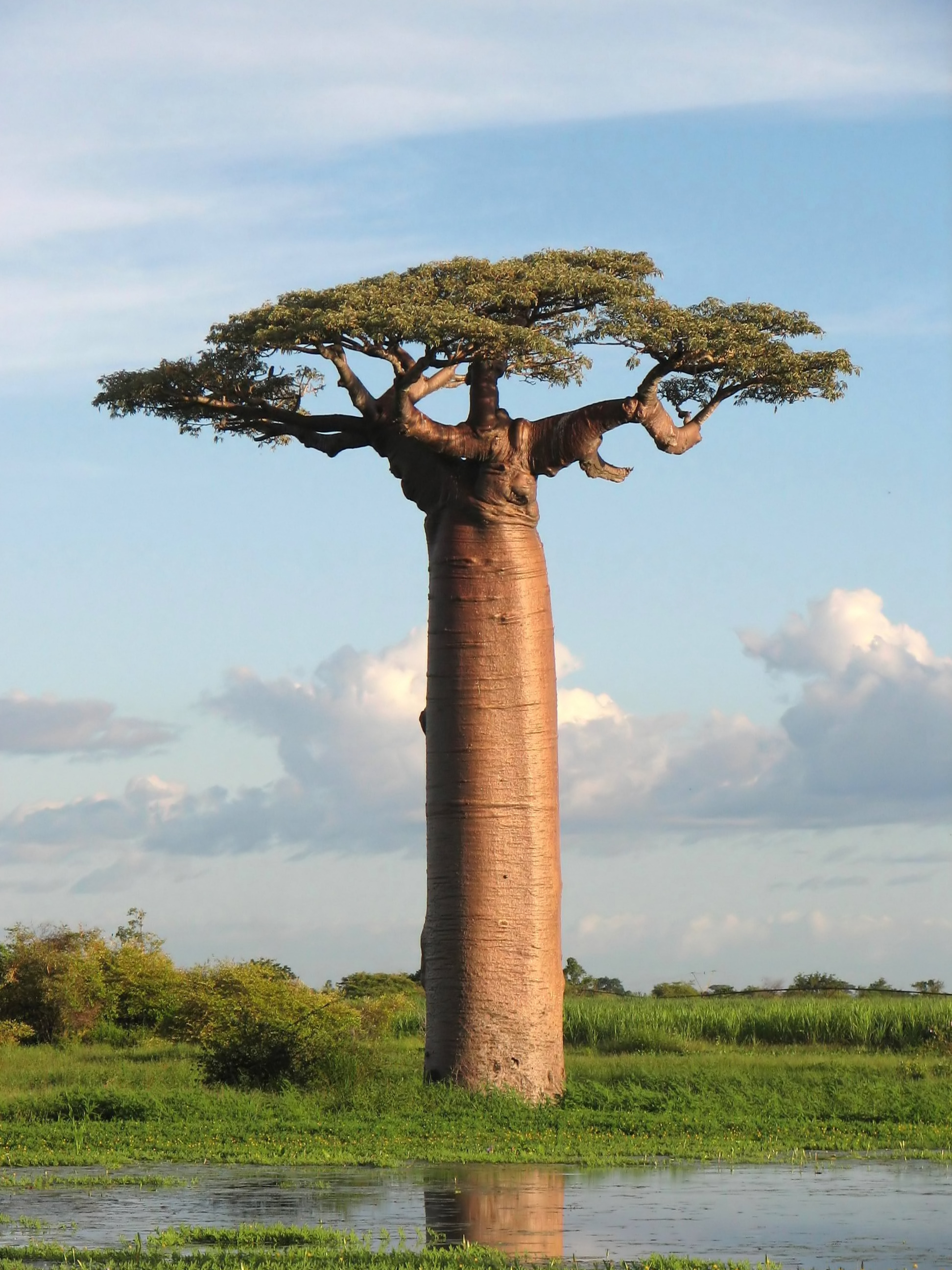
Adansonia grandidieri

Delle otto specie di baobab note ben sei sono endemiche del Madagascar: 
- Adansonia grandidieri
- Adansonia madagascariensis
- Adansonia perrieri
- Adansonia fony (sin. A. rubrostipa)
- Adansonia suarezensis
- Adansonia za

Tutte le specie sono estremamente longeve (l'età di alcuni esemplari è stimata intorno al millennio) e alcune di esse si distinguono per il diametro eccezionale raggiunto dai tronchi.
L'Adansonia digitata è l'unica specie malgascia presente anche sul continente, ed è caratterizzata da un tronco estremamente largo con numerose ramificazioni a partire già dalla base, che conferiscono alla pianta l'aspetto di un fusto multiplo o di una "radice capovolta". È questa la specie che raggiunge le dimensioni più impressionanti (ci sono esemplari con tronchi del diametro di 15 m e 20 m di altezza).
L'Adansonia grandidieri ha un tronco liscio e snello, fino a 35 m di altezza, di colore rossiccio, e ramificazioni solo nei pressi della cima; viene considerato particolarmente spettacolare (la Rue des Baobabs nei pressi di Morondava, costellata da queste piante, è uno dei luoghi più fotografati del paese).
Il baobab di dimensioni più modeste è l'Adansonia fony (circa 5 m di altezza), detto anche "baobab bottiglia" per la sua caratteristica forma.

### Bambù
In Madagascar sono presenti 33 differenti specie di bambù, molte di più di quante non ve ne siano nell'intero continente africano. Trentadue di queste specie sono endemiche, una sola, la Bambusa vulgaris è pantropicale.
La maggior parte delle specie si trova nella foresta pluviale a ridosso della costa orientale dell'isola; alcune specie sono presenti anche nella parte occidentale dell'isola.
Sono endemici dell'isola i generi Cathariostachys, Decaryochloa, Hickelia, Hitchcockella, Nastus, Perrierbambus, Sirochloa, Sokinochloa e Valiha.Tra le specie endemiche meritano un cenno  Decaryochloa diadelpha, Hickelia madagascariensis,  Hitchcockella baronii, Valiha diffusa e Cathariostachys madagascariensis.
I bambù malgasci son fondamentali per la sopravvivenza di numerose specie animali: ci sono almeno tre specie di lemuri (Hapalemur aureus, Hapalemur griseus, Prolemur simus) che hanno una dieta basta principalmente su germogli, foglie e midollo di bambù, ma anche la Mantella laevigata, una specie di rana endemica del Madagascar nord-orientale, si riproduce esclusivamente nei fitotelmi che si formano nei fusti di Bambusa vulgaris, Valiha diffusa o altre specie di bambù locali.
Le foreste di bambù della parte nord-occidentale dell'isola sono infine l'habitat di uno dei rettili più rari del mondo, la testuggine dal vomere (Astrochelys yniphora), specie in pericolo critico di estinzione.

### Orchidee

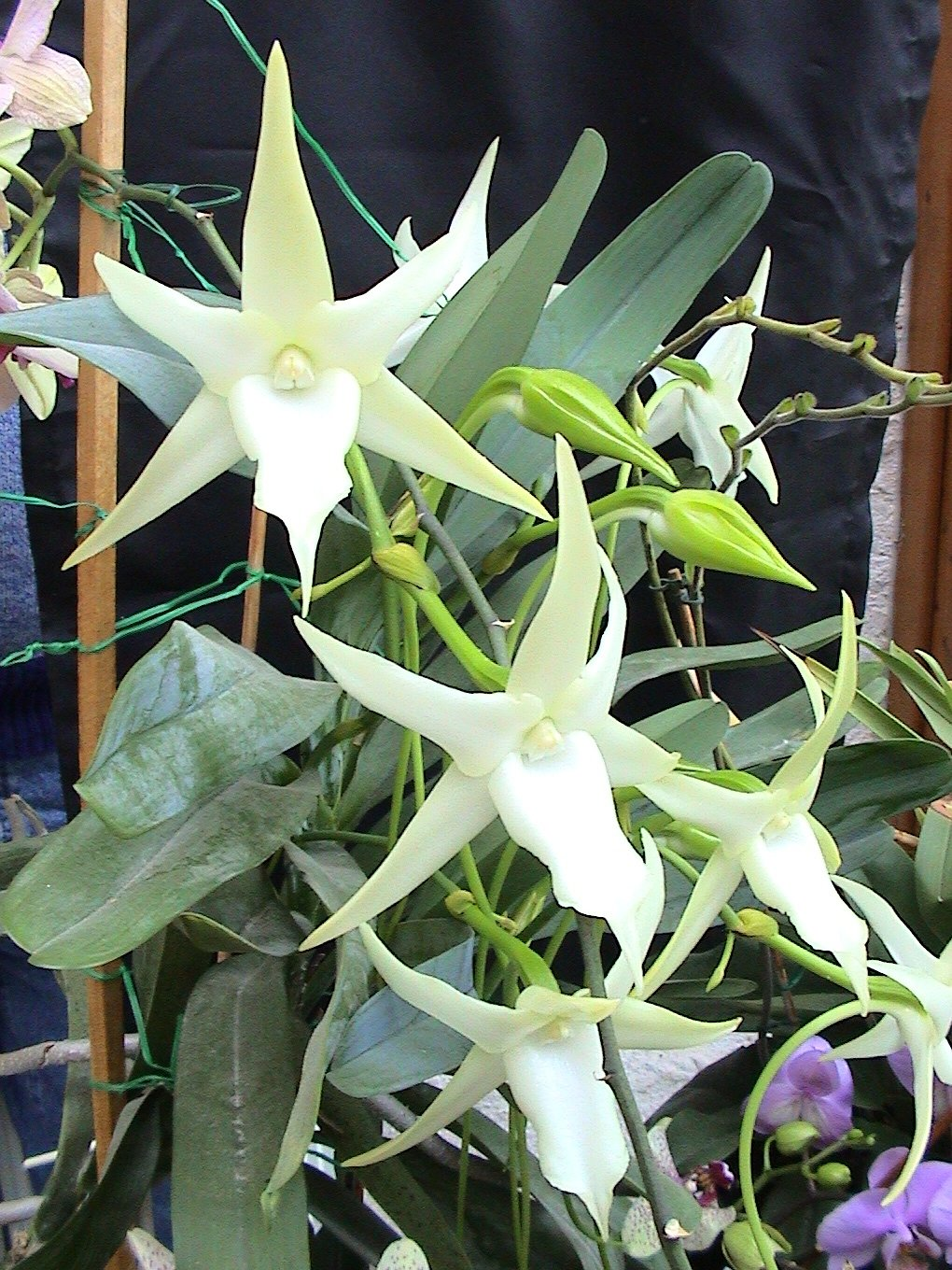
Angraecum sesquipedale

Il Madagascar è un hotspot di biodiversità per le Orchidaceae. Le specie di orchidee malgasce sono oltre un migliaio, e il 90% di esse sono endemiche. Sono presenti in differenti habitat, dalla foresta pluviale costiera alle foreste d'alta montagna e perfino nella foresta spinosa.

Sono distribuite prevalentemente nei generi Angraecum e Bulbophyllum. Molte di esse sono epifite, come p.es. Cymbidiella falcigera che cresce sulle palme rafia e Eulophiella roempleriana che cresce nelle ascelle foliari di Pandanus utilis. Fra le specie più rinomate si possono citare l'Angraecum sesquipedale e l'Angraecum eburneum, i cui fiori emanano un profumo intenso, specie nelle ore serali.  Dalla Vanilla planifolia si ricava l'essenza di vaniglia, che è un genere da esportazione di una certa importanza per l'economia del paese.

#### Alcuni generi endemici
- Beclardia
- Benthamia
- Cymbidiella
- Erasanthe
- Eulophiella
- Gastrorchis
- Grammangis
- Imerinaea
- Lemurorchis
- Megalorchis
- Paralophia
- Physoceras
- Tylostigma

### Apocinacee

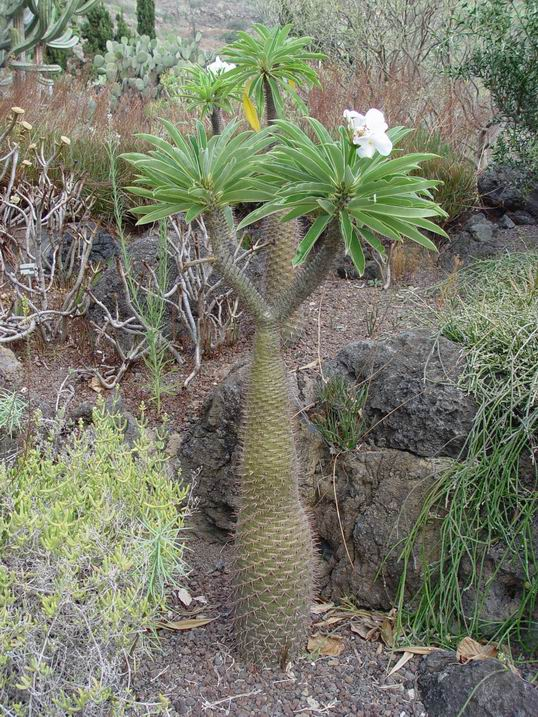
Pachypodium lamerei

Alla famiglia delle Apocynaceae appartengono diverse piante malgasce.

I Pachypodium (volgarmente detti "piedi d'elefante") sono piante succulente, spinose, cespugliose o con piccoli tronchi. Alcuni di essi (per esempio il Pachypodium rosulatum, molto diffuso nel Parco Nazionale dell'Isalo) hanno il tronco a bottiglia, con molte ramificazioni, e per questo motivo vengono talvolta detti "baobab bonsai" (pur non avendo alcuna parentela con l'Adansonia).

Sono apocinacee anche le pervinche del Madagascar (Catharanthus spp.), dalle notevoli proprietà curative.

#### Alcune specie di Apocinacee
- Pachypodium baronii
- Pachypodium brevicaule
- Pachypodium densiflorum
- Pachypodium geayi
- Pachypodium horombense
- Pachypodium lamerei
- Pachypodium makayense
- Pachypodium succulentum

### Euforbiacee

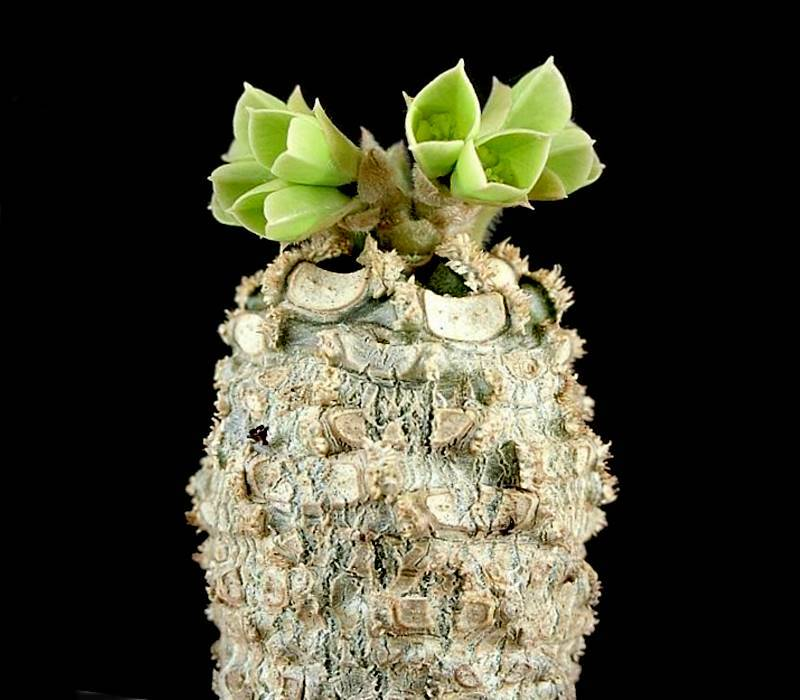
Euphorbia denisiana

Si contano ben 65 specie diverse di euforbie, molte delle quali sono dotate di notevoli proprietà medicinali (o, in alcuni casi, di veleni molto potenti).

L'euforbiacea più importante per la popolazione è certamente la manioca (Manihot esculenta), il cui tubero (in Madagascar come in molti altri paesi del mondo) viene bollito e poi cotto o pestato per ottenere la tapioca, simile alla farina.

#### Alcune specie di Euforbiacee
- Euphorbia ambovombensis
- Euphorbia denisiana
- Euphorbia bemarahaensis
- Euphorbia brachyphylla
- Euphorbia fianarantsoae
- Euphorbia neobosseri
- Euphorbia perrieri

### Mangrovie
Il Madagascar ospita estese aree di mangrovia, un bioma tipico delle aree costiere con alta salinità del suolo. Le mangrovie coprono complessivamente una superficie di oltre 4.000 km2, e sono concentrate in prossimità degli estuari di alcuni grandi fiumi che sfociano lungo la costa occidentale come il Mahajamba, il Betsiboka, la Tsiribihina e il Mangoky. Tra le specie più rappresentate vi sono Avicennia marina, Bruguiera gymnorrhiza, Ceriops tagal, Rhizophora mucronata, Sonneratia alba, Pemphis acidula, Lumnitzera racemosa e Xylocarpus granatum.

### Altre angiosperme

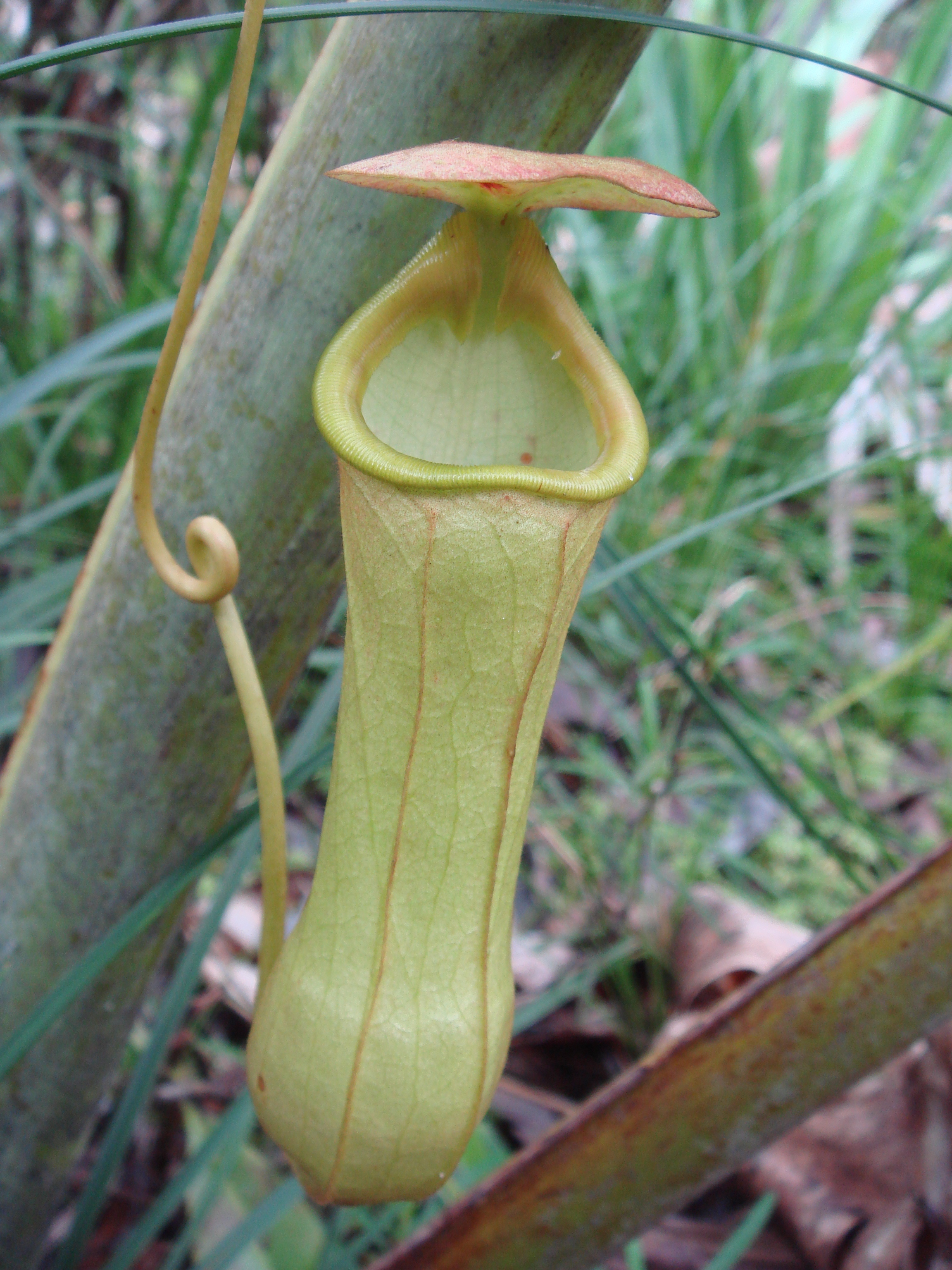
Nepenthes madagascariensis

L'albero del viaggiatore, simile a una palma, è in effetti un banano; è diventato il simbolo nazionale del Madagascar (lo si trova, per esempio, nel logo della compagnia aerea di bandiera, la Air Madagascar). Da questo albero i malgasci traggono acqua potabile, legname per le costruzioni e per il fuoco, e frasche per i tetti delle abitazioni. Questa pianta cresce facilmente nelle zone disboscate, e quindi in molte regioni ha rimpiazzato la flora originaria. Sono simili alle palme anche le piante del genere Pandanus, dotate di fusti di grande diametro con pochi rami verso la sommità e foglie spinose; queste foglie sono usate dai malgasci per rinforzare tetti e muri delle abitazioni.
Vi sono inoltre molte piante carnivore, tra cui la Nepenthes madagascariensis (un tempo diffuse su tutta l'isola, ora circoscritte alla zona di Tolagnaro) e le agavi da cui si ricava una fibra nota come sisal, usata per la realizzazione di imballaggi biodegradabili.

## Pteridofite
Vi sono inoltre numerose specie di felci quali Platycerium ellisii, Platycerium alcicorne e Platycerium madagascariense.

## Cycadofite
Cycas thouarsii, l'unica specie del genere Cycas presente in Africa, ha il suo maggiore bacino di diffusione sulla costa orientale del Madagascar. Oltre che qui è presente alle Comore ed in circoscritte aree costali dell'Africa orientale, dalla Tanzania al Mozambico. Il suo nome è un omaggio al botanico francese Louis Marie Aubert Du Petit-Thouars che visitò il Madagascar e le isole vicine tra il 1792 ed il 1802.